# نوريس براون
نوريس براون (بالإنجليزية: Norris Brown)‏ هو محامي وسياسي أمريكي، ولد في 2 مايو 1863 في ماكوكيتا في الولايات المتحدة، وتوفي في 5 يناير 1960 في سياتل في الولايات المتحدة. حزبياً، نشط في الحزب الجمهوري. وقد انتخب عضو مجلس الشيوخ الأمريكي.